# Jacques Guillerme
Pour les articles homonymes, voir Guillerme.
Jacques Guillerme, né le 14 juillet 1927  et mort le 21 janvier 1996, est un historien français, spécialiste d'histoire des sciences et des techniques et d'histoire de l'art.

## Biographie
Il a été proche d'André Chastel, dont il a été l'élève, de Robert Klein, et de Georges Canguilhem avec lequel il a travaillé à partir de 1965 à l'Institut d'histoire et de philosophie des sciences et des techniques. Il a dirigé la collection Amphion : études d'histoire des techniques, aux éditions Picard (1987), Adosa (1989) et Champ Vallon (1993).
Il a été lauréat de la bourse Focillon, en 1959. 

## Principales publications
- La vie en haute altitude, Paris : Presses universitaires de France, "Que sais-je ?", 1954.
- avec Claude-Henri Rocquet, « Le siècle du pétrole », Diagrammes, no 26,‎ avril 1959
- « Lumiere et couleurs », Diagrammes, no 35,‎ janvier 1960
- L'atelier du temps : essai sur l'altération des peintures, Paris : Hermann, 1964.
- "La naissance au XVIIIe siècle du sentiment de responsabilité collective dans la conservation", Gazette des Beaux-Arts, mars 1965, p. 155-162.
- "Lequeu et l'invention du mauvais goût", Gazette des Beaux-Arts, septembre 1965, p. 153-156.
- Technique et technologie, J. Guillerme (éd.), Paris : Hachette, 1973.
- (avec Ph. Boudon et R. Tabouret) Figurations graphiques en architecture, Paris : DGRST, 1974-1976, 3 tomes.
- Le droguier du fonctionnalisme (coll. « Amphion », no 1), J. Guillerme (dir.), Paris : Picard, 1987.
- L'officine du fonctionnalisme (coll. « Amphion », no 2), J. Guillerme (dir.), Paris : Picard, 1987.
- Les collections : fables et programmes (coll. « Amphion », no 4), J. Guillerme (dir.), Seyssel : Champ Vallon, 1993.
- L'art du projet : histoire, technique, architecture, V. Nègre et H. Verin (éd.), Bruxelles : Mardaga, 2008[3].